# NFC jug
NFC jug je jedna od četiri divizije NFC konferencije u nacionalnoj ligi američkog nogometa NFL. Članovi divizije su Atlanta Falconsi,  Carolina Panthersi, New Orleans Saintsi i Tampa Bay Buccaneersi. Divizija postoji u trenutnom obliku od sezone 2002., kada je nakon ulaska u ligu Houston Texansa ukupan broj momčadi porastao na 32, koje su tada raspodijeljene na ukupno osam divizija po četiri momčadi, po četiri divizije u svakoj konferenciji.
Sjedišta momčadi divizije NFC jug su Flowery Branch, Georgia (Atlanta Falcons), Charlotte, Sjeverna Karolina (Carolina Panthers), Metairie, Louisiana (New Orleans Saints) i Tampa, Florida (Tampa Bay Buccaneers).

## Pobjednici divizije NFC jug od 2002. do 2020. godine
| Sezona | Momčad               | Omjer |
| ------ | -------------------- | ----- |
| 2002.  | Tampa Bay Buccaneers | 12-4  |
| 2003.  | Carolina Panthers    | 11-5  |
| 2004.  | Atlanta Falcons      | 11-5  |
| 2005.  | Tampa Bay Buccaneers | 11-5  |
| 2006.  | New Orleans Saints   | 10-6  |
| 2007.  | Tampa Bay Buccaneers | 9-7   |
| 2008.  | Carolina Panthers    | 12-4  |
| 2009.  | New Orleans Saints   | 13-3  |
| 2010.  | Atlanta Falcons      | 13-3  |
| 2011.  | New Orleans Saints   | 13-3  |
| 2012.  | Atlanta Falcons      | 13-3  |
| 2013.  | Carolina Panthers    | 12-4  |
| 2014.  | Carolina Panthers    | 7-8-1 |
| 2015.  | Carolina Panthers    | 15-1  |
| 2016.  | Atlanta Falcons      | 11-5  |
| 2017.  | New Orleans Saints   | 11-5  |
| 2018.  | New Orleans Saints   | 13-3  |
| 2019.  | New Orleans Saints   | 13-3  |
| 2020.  | New Orleans Saints   | 12-4  |